# Сара Гомер
Сара Гомер (англ. Sara Gomer; нар. 13 травня 1964) — колишня британська тенісистка.
Найвищу одиночну позицію світового рейтингу — 46 місце досягла 26 вересня 1988, парну — 149 місце — 21 грудня 1986 року.
Здобула 1 одиночний титул.
Найвищим досягненням на турнірах Великого шолома було 3 коло в одиночному розряді.
Завершила кар'єру 1992 року.

## Фінали Туру WTA

### Одиночний розряд (1 перемога)
| Легенда                      |
| ---------------------------- |
| Турніри Великого шлему (0/0) |
| Чемпіонати WTA (0/0)         |
| Virginia Slims (0/0)         |
| Tier I (0/0)                 |
| Tier II (0/0)                |
| Tier III (0/0)               |
| Tier IV & V (1/0)            |

| Результат | Ранг | Дата          | Турнір             | Покриття | Суперниця  | Рахунок  |
| Перемога  | 1.   | 31 липня 1988 | Аптос (Каліфорнія) | Тверде   | Робін Вайт | 6–4, 7–5 |